# Bell P-59 Airacomet
Bell P-59 Airacomet (Э́йракомет) — первый в истории серийный турбореактивный истребитель фирмы Bell Aircraft, США. В ноябре 1943 года создано первое подразделение с этими самолётами. Использовался для войсковых испытаний в армии и флоте США и Великобритании. В боевых действиях не применялся. В 1946 году выведен из эксплуатации.

## Разработка
Проектирование самолёта началось после того, как командованию армии США стало известно об испытанном в 1941 году в Великобритании турбореактивном истребителе Pioneer фирмы Gloster. Разработку истребителя в США заказали фирме Bell Aircraft, а двигателей — фирме General Electric на основе работ и совместно с их изобретателем Фрэнком Уиттлом и его фирмы Power Jets. Проект истребителя был готов в январе 1942, а в марте армия заказала три опытных самолёта XP-59A и 13 предсерийных истребителей YP-59A.
Совершенно одновременно в Bell разрабатывали поршневой высотный перехватчик P-63, бо́льшая часть которых передана в СССР.

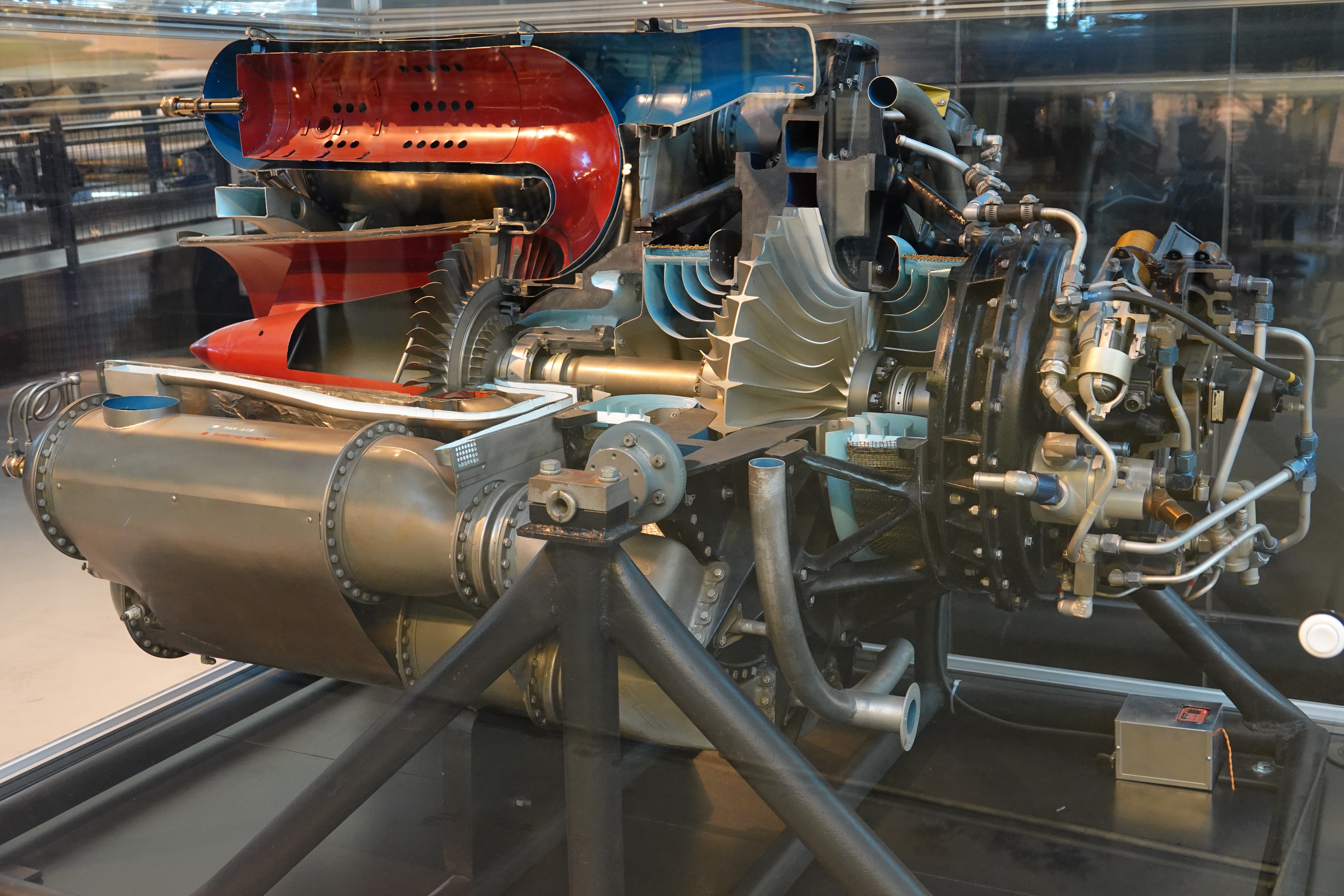
Демонстрационный разрез ТРД J31 фирмы General Electric. ТРД создан в США на основе W.2 британской малой внедренческой фирмы Power Jets

1 октября 1942 на XP-59A совершён первый полёт. До подтверждения боевых характеристик армия США заказала ещё 80 серийных P-59A. В 1944 этот заказ сокращён до общего числа 50 P-59A и P-59B. P-59D отличался, в основном,  доработанной топливной системой и двигателями. Имел под крылом два узла подвески бомб или сбрасываемых баков. Срок производства P-59 прямо зависел от поставок двигателей J31-GE. Рассматривался вопрос производства двигателей и самолёта в Британии, но выбран Meteor фирмы Gloster и двигатели Rolls-Royce Derwent, проекты которых отставали от программы Airacomet.
В 1944 году разработку нового привлекательного проекта однодвигательного истребителя передали фирме Lockheed (будущий P-80). К этому времени в Lockheed давно вели исследования для турбореактивного двигателя (J37) и своего турбореактивного истребителя (L-133), что к успеху их не привело. А Bell тогда же заказали реактивный дальний истребитель (будущий XP-83).

## Применение
Уже в апреле 1943 года XP-59A испытан британским лётчиком, а к 28 сентября 1943 года один из предсерийных YP-59A перевезён в Великобританию для продолжения ознакомительных испытаний там, в обмен на один из первых Gloster Meteor.

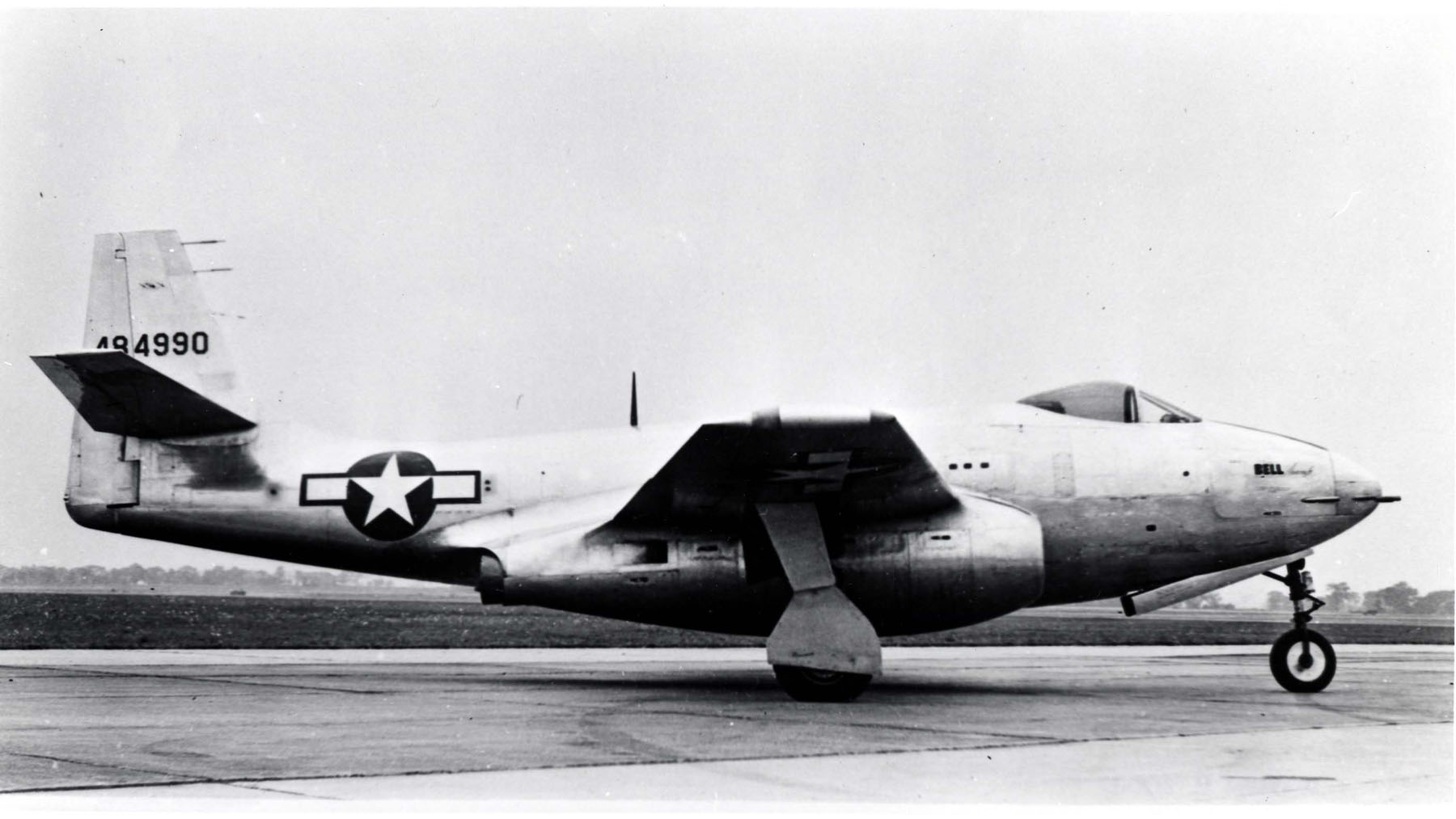
Опытный Bell XP-83, полетевший в начале 1945 года. В отличие от высотного перехватчика P-59B, дальний истребитель сопровождения

В ноябре 1943 годя два YP-59A переданы ВМС США для испытаний на авианосце. И тогда же, в ноябре, на испытательной базе в пустыне Мохаве создано первое в истории авиаподразделение на турбореактивных истребителях — 412-я истребительная авиагруппа. Она сразу вооружалась P-59A и построенными P-59B. Таким образом ВВС армии США опередили Luftwaffe в создании таких подразделений: войсковая испытательная команда .
В декабре 1945 года решено снять все P-59 с вооружения, с заменой их на Lockheed P-80.

## Лётно-технические характеристики
- Экипаж: 1
- Длина: 11,63 м
- Размах крыльев: 13,87 м
- Высота: 3,76

Проекции P-59A

- Максимальный взлётный вес: 5760 кг
- Силовая установка: 2× ТРД General Electric I-A , тяга 8,9 kN каждый.

Лётные характеристики
- Максимальная скорость: 664 км/ч
- Дальность: 386 км
- Практический потолок: 14 080 м
- Скороподъёмность: 16,26 м/с
- Вооружение: 1 × 37-мм пушка M10 и 3 × 12,7 мм M2 Browning

## Эксплуатанты
США
- ВВС Армии США[англ.][1]: 412-я истребительная группа (29, 31, 445 эскадрильи)
- авиация ВМС США

 Великобритания
- Королевские ВВС Великобритании: в обмен на Gloster Meteor I EE210/G получен 1 самолёт, британская регистрация RJ362/G[2].

### Bibliography
- "Airacomet... A Jet Pioneer by Bell". Air International, Vol. 18 No. 3, March 1980, pp. 132–139. Bromley, UK: Fine Scroll. ISSN 0306-5634.
- Angelucci, Enzo and Peter Bowers. The American Fighter. Yeovil, UK: Haynes, 1987. ISBN 0-85429-635-2.
- Meher-Homji, Cyrus B. (2000). The Historical Evolution of Turbomachinery (PDF). Proceedings of the 29th Turbomachinery Symposium. p. 306.
- Pace, Steve. Bell P-59 Airacomet. Air Force Legends Number 208. Ginter Books, Simi Valley, California, 2000. ISBN 0-942612-93-0.
- Pelletier, Alan J. Bell Aircraft Since 1935. Annapolis, Maryland: Naval Institute Press, 1992. ISBN 1-55750-056-8.